# Henrique Chaves
Henrique Chaves, né le 21 mars 1997 à Torres Vedras au Portugal, est un pilote automobile portugais. Il participe à des épreuves d'endurance au volant de voitures de Grand tourisme dans des championnats tels que le Championnat du monde d'endurance, l'European Le Mans Series, le GT World Challenge Europe Endurance Cup et l'International GT Open.

## Carrière
En 2022, Henrique Chaves rejoint l'écurie anglaise TF Sport afin de participer aux championnats Asian Le Mans Series et Asian Le Mans Series. Il pilote ainsi une Aston Martin Vantage AMR GT3 pour le championnat asiatique et une Aston Martin Vantage AMR GTE pour le championnat européen. Dans les deux cas, il a comme coéquipiers les pilotes britanniques Jonny Adam et John Hartshorne. En plus de ces deux programmes, il s'engage également en GT World Challenge Europe Endurance Cup avec l'écurie britannique Garage 59 au volant d'une McLaren 720S GT3 et avec comme coéquipiers le pilote portugais Miguel Ramos et le pilote suédois Alexander West (de). Il s' ajoute également à cela la participation au prologue du Championnat du monde d'endurance qui se déroule avant les 1 000 Miles de Sebring, où Henrique Chaves roule pour le compte de l'écurie canadienne NorthWest AMR en tant que 4e pilote. En effet, l'écurie canadienne avait fait appel auprès de la FIA concernant la catégorisation de leur pilote David Pittard. Si cet appel n'avait pas modifié cette catégorisation, l'écurie aurait eu alors à chercher un nouveau pilote pour compléter leur équipage. De ce fait, par mesure de précaution, Henrique Chaves participe au prologue. La catégorisation de David Pittard ayant été finalement revue, il ne participe pas aux 1 000 Miles de Sebring. À la suite de cette première expérience dans le cadre du Championnat du monde d'endurance, il remplace à partir de la seconde manche du championnat le pilote français Florian Latorre au sein de l'écurie britannique TF Sport,.

## Palmarès

### Résultats enChampionnat du monde d'endurance
| Année | Écurie   | Châssis                  | Moteur                          | Classe   | 1   | 2   | 3   | 4   | 5   | 6   | Position | Points |
| ----- | -------- | ------------------------ | ------------------------------- | -------- | --- | --- | --- | --- | --- | --- | -------- | ------ |
| 2022  | TF Sport | Aston Martin Vantage AMR | Mercedes-Benz 4,0 l V8 Bi-Turbo | LMGTE Am | SEB | SPA | LMS | MNZ | FUJ | BHR | *        | *      |

* Saison en cours.

### Résultats enEuropean Le Mans Series
| Année | Écurie                    | Voiture                  | Moteur                          | Classe | 1      | 2        | 3      | 4     | 5     | 6        | Total | Pos. |
| ----- | ------------------------- | ------------------------ | ------------------------------- | ------ | ------ | -------- | ------ | ----- | ----- | -------- | ----- | ---- |
| 2018  | AVF par Adrián Vallés     | Dallara P217             | Gibson GK428 4,2 l V8 Atmo      | LMP2   | LEC 11 | MON Abd. | RBR 14 | SIL 8 | SPA 9 | POR Abd. | 6     | 15e  |
| 2022  | Oman Racing avec TF Sport | Aston Martin Vantage AMR | Mercedes-Benz 4,0 l V8 Bi-Turbo | LMGTE  | LEC 6  | IMO      | MON    | BAR   | SPA   | POR      | 8*    | 6e*  |

* Saison en cours.

### Résultats enAsian Le Mans Series
| Année | Écurie   | Châssis                      | Moteur                          | Classe | 1      | 2      | 3     | 4      | Points | Classement |
| ----- | -------- | ---------------------------- | ------------------------------- | ------ | ------ | ------ | ----- | ------ | ------ | ---------- |
| 2022  | TF Sport | Aston Martin Vantage AMR GT3 | Mercedes-Benz 4,0 l V8 Bi-Turbo | GT3    | DUB 11 | DUB 11 | ABU 6 | ABU 11 | 13     | 10e        |